# Émile Van Buggenhout
Émile Van Buggenhout (Brussel·les, 1825 – 1885) fou un músic belga. Estudia al Conservatori de la seva ciutat natal, aconseguint el primer premi de clarinet i composició musical. Les seves obres per a instruments de vent foren molt populars a Bèlgica.